# Église écossaise Saint-André de Jérusalem
L'église écossaise Saint-André (en anglais : St. Andrew's Scots Memorial Church) est une église presbytérienne située à Jérusalem, au-dessus de la Vallée de Hinnom. 
Ancienne mission de l'Église d'Écosse, elle est maintenant membre à part entière de l'Alliance réformée mondiale et abrite en son sein la seule communauté de tradition réformée d'Israël. C'est aussi un mémorial aux soldats écossais venus se battre dans la région durant la Première Guerre mondiale.

## Histoire
Cette église de Jérusalem a été construite en 1927, sur un projet de Clifford Holliday qui s'inspirait du style Croisé. C'est un mélange de style oriental et occidental, évoquant un château des Highlands et un krak de Templiers. Il offre par ailleurs une vue remarquable sur la vieille ville de Jérusalem. Elle fut édifiée sur l'ordre de l'Autorité mandataire britannique, dans son grand projet de modernisation de Jérusalem.
L'église fut dédicacée en 1930, et Ninian Hill, ancien soldat de la campagne de Palestine, qui avait passé une longue captivité à Jérusalem, et avait convaincu les autorités de l'Église d'Écosse de construire la mission, fut le premier ministre du culte.
Un hôpital était joint à l'église, et accueillait les Écossais qui travaillaient pour l'Autorité mandataire.
Après la guerre d'Indépendance qui vit Jérusalem partagée en deux, et le retrait des Britanniques, l'Église a vivoté, et l'hôpital ne fonctionnait plus que par intermittence. L'ensemble atteint un état de délabrement avancé.
Durant la guerre des Six Jours l'église était sur la ligne de front entre les Israéliens et les Jordaniens, et fut touchée par des tirs. L'unité retrouvée de Jérusalem après la guerre permit le libre accès aux Lieux Saints du Christianisme, et un retour des pèlerins. L'activité d'accueil de ces derniers devint l'activité principale de l'église et de l'hôpital, transformé en hôtellerie. Mais elle abrite aussi une petite congrégation composée de chrétiens israéliens ou palestiniens, et surtout d'expatriés se reconnaissant dans la tradition presbytérienne ou réformée. Elle a développé des liens avec les communautés luthérienne et anglicane de la région pour ne pas être seulement une Église de pèlerins et d'expatriés, et s'est impliquée dans des activités de solidarité avec les populations locales.